# 春香
春香（はるか、本名非公開、1975年6月24日 - ）は、愛知県出身のファッションモデル・タレント。アジュール所属。

## 人物・来歴
1995年、大学在学中に名古屋でスカウトされモデルとしてデビュー。大学では児童教育学を専攻し、幼稚園教諭一種、小学校教諭一種免許状を取得する。
デビュー後すぐに受けたオーディションで、サントリー「のほほん茶」、カネボウ化粧品「赤い美白」のCMに新人女優として起用される。その後カネボウ化粧品とのCM契約は継続し、2017年までカネボウのイメージタレントとして契約する。
1998年『CLASSY.』とカバー契約を結び、その後、2005年 - 2007年『Domani』、2008年は『GRACE』のカバーモデルとして毎号表紙を飾る。また、デビュー以来、着物雑誌にもレギュラー出演している。
1999年「世にも奇妙な物語」秋の特別編「逆男」ヒロイン長瀬リカ役でテレビドラマにて女優デビュー。
2007年には、大手通販会社ディノスとのコラボレーションブランド「Cara by HARUKA」を発表、また同年、自身がプロデュース・デザインを手掛けるウェディングドレスブランド BIANCAROSA BY HARUKA（ビアンカローザ）を発表した。
コルドンブルー代官山校でフランス料理・菓子グランディプロムを取得し、企業へのレシピ提供を行うなど料理研究家としても活動している。
2008年3月、作家の平野啓一郎と結婚。2011年に第一子（長女）出産、2013年に第二子（長男）を出産した。子供への絵本の読み聞かせをきっかけに始めた朗読では朗読検定2級を取得。
現在は、エッセイやコラムの執筆も行なっている。その他、書道師範、野菜ソムリエの資格を持つ。

## 出演

### テレビ
- NHK「あさいち」コーナーゲスト出演（2014年）
- BS−TBS「たびカフェ」ゲスト出演（2011年）
- TBS「いっぷく!」 いっぷくスタイル レギュラーナビゲーター（2014年）
- BSフジ「辰巳琢郎のワイン番組」58回ゲスト（2009年）
- フジテレビ ドラマ「世にも奇妙な物語」 秋の特別編『逆男』長瀬リカ 役（1998年）

### 雑誌
- STORY
- GRACE '08 - 表紙
- Domani '05 - '07 表紙
- 家庭画報
- きものサロン
- 和樂
- ミセス

### CM
- カネボウ化粧品 トワニー
- カネボウ化粧品「赤い美白」
- サントリー
- 三菱電機
- JT

### 著書
- 「春香のBeautiful Life」（二見書房）2011年
- 「春香Beauty Recipe」（ぴあ株式会社）2015年